# Nazionale maschile di calcio delle Maldive
La nazionale di calcio delle Maldive (ދިވެހިރާއްޖޭ ގައުމީ ފުޓްބޯލް ޓީމް in maldiviano) è la rappresentativa calcistica delle Maldive, posta sotto l'egida della Football Association of Maldives ed affiliata all'AFC.

## Storia
È considerata una delle nazionali più deboli dell'AFC e del mondo. A conferma di ciò spicca, tra le diverse sconfitte della squadra, un notevole 17-0 inflittole dall'Iran nel 1997, in una partita valevole per le qualificazioni al mondiale francese del 1998. Quella partita è a tutt'oggi la peggior sconfitta nella storia della nazionale. A livello regionale la squadra vanta due vittorie della Coppa della federazione calcistica dell'Asia meridionale (SAFF), ottenute nel 2008 e nel 2018 (battendo in ambo i casi l'India in finale), oltre ad altre tre finali perse nel torneo.
Durante le qualificazioni per il mondiale di Germania 2006 le Maldive sorpresero tutti riuscendo a strappare uno storico 0-0 casalingo alla Corea del Sud. Nella classifica mondiale della FIFA, istituita nell'agosto 1993, la nazionale maldiviana ha ottenuto quale miglior piazzamento il 133º posto nel dicembre 2005, mentre il suo peggior piazzamento è il 173º posto del luglio 2011. Occupa attualmente il 157º posto della graduatoria.

## Risultati in Coppa del mondo
- Dal 1930 al 1986 - Non partecipante
- 1990 - Ritirata
- 1994 - Non partecipante
- Dal 1998 al 2026 - Non qualificata

## Risultati in Coppa d'Asia
- Dal 1956 al 1992 - Non partecipante
- Dal 1996 al 2011 - Non qualificata
- Dal 2007 al 2015 - Non partecipante

## Risultati in Coppa dell'Asia meridionale
- 1993 - Non partecipante
- 1995 - Ritirata
- 1997 - 2º posto
- 1999 - 3º posto
- 2003 - 2º posto
- 2005 - Semifinali
- 2008 - Vincitore
- 2009 - 2º posto
- 2011 - Semifinali
- 2013 - Semifinali
- 2015 - Semifinali
- 2018 - Vincitore

## Commissari tecnici
- Temesvári Miklós (1991-93)
- due co-allenatori russi (1993-1994)
- Victor Stănculescu (1994-1995)
- Rómulo Cortez (1996-97)
- Vyacheslav Solokho (1998-1999)
- Jordan Stojkov (1999-2000)
- Victor Stănculescu (direttore tecnico, 2000)
- Jozef Jankech (2001-03)
- Manuel Gomes (2004)
- Jordan Stojkov (2005-07)
- Jozef Jankech (2007-08)
- István Urbányi (2009-10)

- Andrés Cruciani (2010-11)
- István Urbányi (2011-13)
- Ali Nashid (2013-14, ad interim)
- Drago Mamić (2014)
- Velizar Popov (2015)
- Ismail Mahfooz (2015, ad interim)
- Ricki Herbert (settembre 2015 - giugno 2016)
- Ismail Mahfooz (2016, ad interim)
- Darren Stewart (luglio 2016 - gennaio 2018)
- Petar Segrt (marzo 2018 - dicembre 2019)
- Martin Koopman (gennaio 2020- ottobre 2021)
- Francesco Moriero (ottobre 2021- luglio 2023)
- Ali Suzain (luglio 2023- oggi)

## Rosa attuale
Lista dei convocati per la Coppa della Federazione calcistica dell'Asia meridionale 2021. Presenze e reti aggiornate al 15 giugno 2021.
| N. | Pos. | Giocatore          | Data nascita (età) | Pres. | Reti | Squadra        |
| -- | ---- | ------------------ | ------------------ | ----- | ---- | -------------- |
| 18 | P    | Mohamed Shafeeu    | 22 luglio 1988     | 0     | 0    | Valencia       |
| 22 | P    | Mohamed Faisal     | 4 agosto 1988      | 27    | 0    | Valencia       |
|    | P    | Ali Naajih         | 8 dicembre 1999    | 0     | 0    | United Victory |
| 2  | D    | Ali Samooh         | 5 luglio 1996      | 23    | 1    | Maziya         |
| 3  | D    | Ahmed Numaan       | 10 novembre 1992   | 14    | 0    | Eagles         |
| 4  | D    | Hussain Sifaau     | 4 febbraio 1996    | 16    | 1    | Eagles         |
| 19 | D    | Haisham Hassan     | 21 luglio 1999     | 8     | 0    | Eagles         |
|    | D    | Akram Abdul Ghanee | 19 marzo 1987      | 66    | 2    | New Radiant    |
|    | D    | Samaan Gasim       | 5 febbraio 1993    |       |      | svincolato     |
| 5  | C    | Mohamed Irufaan    | 24 luglio 1994     | 10    | 0    | Maziya         |
| 6  | C    | Imran Nasheed      | 14 agosto 1988     | 9     | 0    | Eagles         |
| 8  | C    | Aisam Ibrahim      | 7 maggio 1997      | 8     | 0    | Maziya         |
| 10 | C    | Hamza Mohamed      | 17 febbraio 1995   | 44    | 2    | Maziya         |
| 13 | C    | Akram Abdul Ghanee | 19 marzo 1987      | 70    | 2    | TC Sports Club |
| 16 | C    | Mohamed Naim       | 7 ottobre 1996     | 9     | 1    | Eagles         |
| 17 | C    | Ibrahim Mahudhee   | 22 agosto 1993     | 17    | 2    | Maziya         |
| 23 | C    | Hussain Nihan      | 7 giugno 1992      | 14    | 0    | Maziya         |
|    | C    | Ali Shamis         | 15 luglio 1994     | 0     | 0    | TC Sports Club |
| 7  | A    | Ali Ashfaq         | 6 settembre 1985   | 81    | 53   | Valencia       |
| 9  | A    | Asadhulla Abdulla  | 19 ottobre 1990    | 40    | 9    | Maziya         |
| 11 | A    | Ali Fasir          | 4 settembre 1988   | 60    | 12   | Valencia       |
| 12 | A    | Hassan Nazeem      | 24 maggio 2001     | 2     | 0    | Eagles         |
| 20 | A    | Ali Haisam         | 4 aprile 1992      | 2     | 0    | United Victory |